# Andrea Trinchieri
Andrea Trinchieri (nacido el 6 de agosto de 1968 (56 años) en Milán, Italia) es un entrenador de baloncesto italiano. Actualmente es el entrenador del Zalgiris Kaunas de la Lietuvos Krepšinio Lyga de Lituania y la Euroliga.

## Trayectoria
Debutó como entrenador asistente en el club italiano Olimpia Milano desde 1998 a 2004. Tras ello, se convirtió en primer entrenador del, también italiano, Vanoli Basket desde el 2004 al 2007, consiguiendo el ascenso desde la tercera a la segunda división en ese periodo. Al año siguiente, entrenó al Juvecaserta Basket, en la segunda división en dicha temporada. Durante la temporada 2008-09, al mando del Veroli Basket, se proclamó campeón de la segunda división, consiguiendo el galardón que lo encumbraba como mejor entrenador de dicha liga en 2009.
Tras este periplo por la tercera y segunda división, en el año 2009 desembarca en Cantù. El técnico transalpino dirigió cuatro temporadas al Pallacanestro Cantù, al que condujo a un subcampeonato liguero, dos finales de la Coppa y un título de Supercoppa, además de una gran participación en Euroliga la temporada 2011-12. A nivel individual, obtuvo el premio a mejor entrenador de la Legabasket en dos de las temporadas (2010 y 2011).
En 2013, dirigió en el Europeo a Grecia y más tarde se incorporaría al banquillo del Unics Kazan.
En 2014, Trinchieri firmó por 3 años por el Brose Baskets. Fue despedido durante la temporada 2017-18, tras sufrir 12 derrotas en sus últimos 15 partidos disputados con la escuadra germana.
En noviembre de 2018 firma por el Partizán de Belgrado, convirtiéndose en el primer entrenador extranjero (no yugoslavo) que dirige a la escuadra blanquinegra.
En julio de 2020, firma con el Bayern de Múnich de la Basketball Bundesliga.

## Equipos como entrenador
- Olimpia Milano (1998-2004), (asistente)
- Gruppo Triboldi Basket (2004-2007)
- Juvecaserta Basket (2007)
- Veroli Basket (2008-2009)
- Pallacanestro Cantù (2009-2013)
- Grecia (2013-2014)
- UNICS Kazan (2013-2014)
- Brose Baskets (2014-2018)
- Partizan KK (2018-2020)
- Bayern de Múnich (2020-2023)
- Zalguiris Kaunas (2023-?)